# Didymocarpus nigrescens
Didymocarpus nigrescens är en tvåhjärtbladig växtart som beskrevs av Augustin Abel Hector Léveillé och Eugène Vaniot. Didymocarpus nigrescens ingår i släktet Didymocarpus och familjen Gesneriaceae. Inga underarter finns listade i Catalogue of Life.